# 13-й гвардійський навчальний мотострілецький полк (СРСР)
13-й гвардійський навчальний мотострілецький полк (13 гв. НМСП) — навчальне формування мотострілецьких військ Радянської армії чисельністю у полк, що існувало у 1940—1992 роках. Розташовувався в селищі Адажі-2 (тепер Кадага) поблизу міста Рига. Перебував у складі 24-ї навчальної танкової дивізії.
Після розпаду СРСР у 1992 році перейшов до складу Збройних сил Російської Федерації.

## Історія
18 серпня 1940 року був сформований 666-й стрілецький полк, переформований 18 вересня 1941 року в 13-й гвардійський стрілецький полк.
Після закінчення німецько-радянської війни 9 травня 1945 року полк дислокувався на Віллі Розенталь в провінції Кенігсберга Східна Пруссія, входячи до складу 3-ї гвардійської стрілецької Волноваської Червонопрапорної Ордена Суворова дивізії. З 4 квітня 1952 року по травень 1956 року полк дислокувався у Литві у складі 3-ї гвардійської стрілецької Волноваської Червонопрапорної Ордена Суворова дивізії.
З травня 1956 року полк дислокувався у Латвії в складі 54-го Окружного навчального центру (24-та навчальна танкова дивізія). Полк став навчальним й готував молодших командирів та спеціалістів: командирів БМП, навідників гармат, механіків-водіїв різних військових машин, начальників радіостанцій, командирів саперних підрозділів. Розташовувався в селищі Адажі-2 (тепер Кадага) поблизу міста Рига.
Після розпаду СРСР у 1992 році полк перейшов до складу Збройних сил Російської Федерації, і невдовзі був виведений на територію Російської Федерації.